# Museum Wolmirstedt

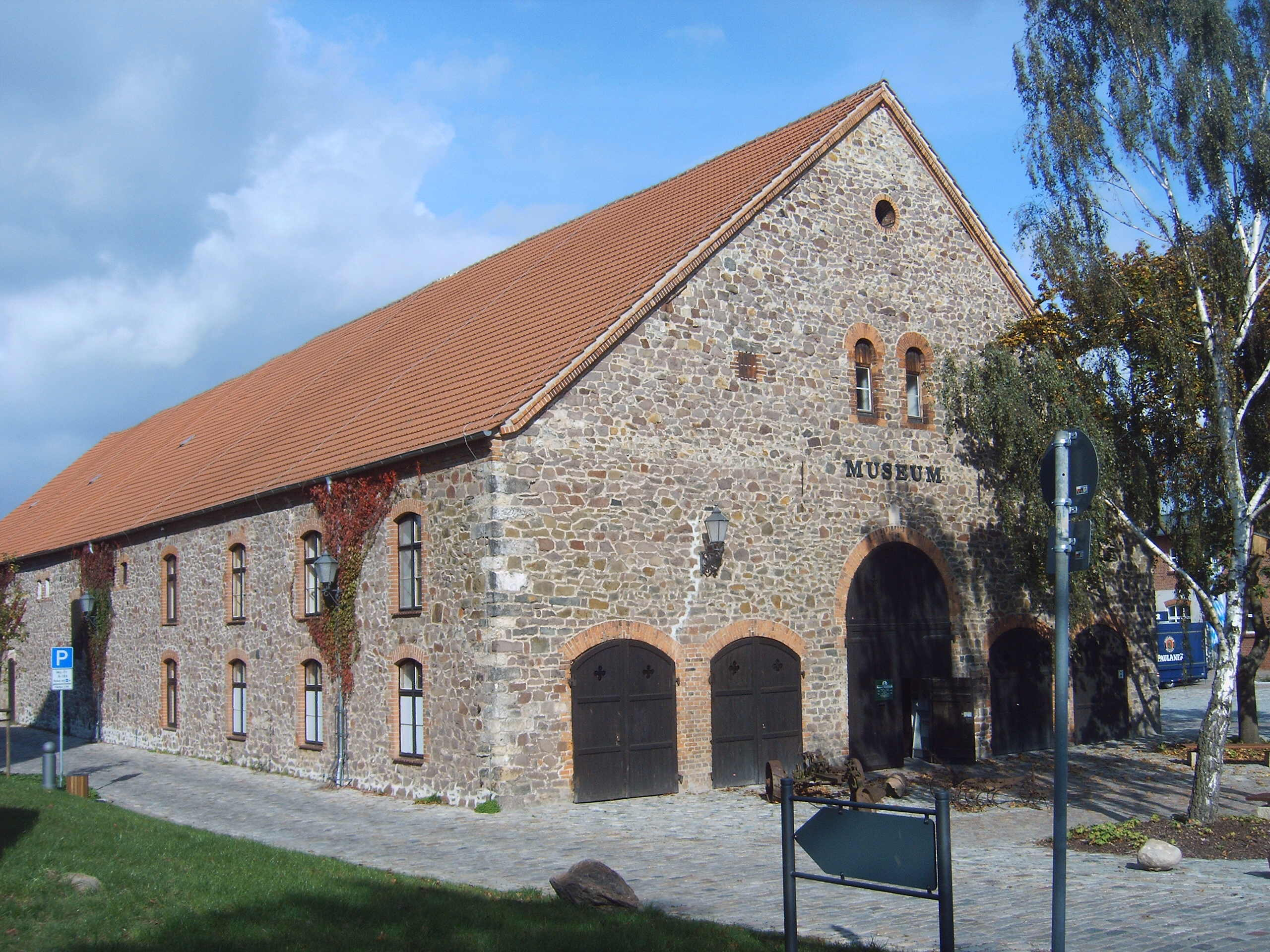
Museum Wolmirstedt

Das Museum Wolmirstedt ist ein 1927 gegründetes Regionalmuseum in Wolmirstedt, einer Stadt im Landkreis Börde in Sachsen-Anhalt. Das Museum ist eine Einrichtung des Landkreises Börde.
Das Museum befindet sich in einer ehemaligen Bruchsteinscheune aus dem Jahr 1846, die zu einem historischen Gebäudeensemble auf der mittelalterlichen Burganlage im Stadtzentrum von Wolmirstedt gehört. Zur Außenanlage gehören das Torhaus, das Herrenhaus, die Schlosskapelle, das Schloss sowie der Schlossgarten. Es besteht die Möglichkeit, die im Jahr 1480 im Stil der Backsteingotik errichtete Schlosskapelle zu besichtigen.
Das hauptamtlich geleitete Museum verfügt über Ausstellungen zu folgenden Themen:
- Geologie und Nutzung der Bodenschätze im Landkreis Börde von den Anfängen bis zur Gegenwart
- Die Ohre-Niederung
- Historische Bedeutung der Schlossdomäne
- Geschichte der Stadt Wolmirstedt
- Historische Werkstätten: Stellmacherei, Schmiede, Sattlerei

Sonderausstellungen zu unterschiedlichen Themen werden ebenfalls gezeigt. 
Mit seiner Bibliothek und seinem Archiv steht das Museum Wissenschaftlern, Schülern, Heimatforschern und interessierten Bürgern zu Forschungszwecken zur Verfügung. Seit 2006/07 befindet sich eine Figurengruppe vor dem Schlossmuseum Wolmirstedt, die von Werner Bruning aus Mesum geschaffen wurde. Seit 2012 verfügt das Museum über einen Museumsshop, in dem ein umfangreiches Angebot an heimatgeschichtlicher Literatur und regionalen Produkten erhältlich ist. Das Museum Wolmirstedt arbeitet eng mit den Schulen der Region zusammen und ist Kooperationspartner des Kurfürst-Joachim-Friedrich-Gymnasiums, der Johannes-Gutenberg-Ganztagsschule und des Bildungs- und Freizeitzentrums Wolmirstedt.